# McArthur Glacier
McArthur Glacier är en glaciär i Antarktis. Den ligger i Västantarktis. Argentina, Chile och Storbritannien gör anspråk på området. McArthur Glacier ligger 316 meter över havet.
Terrängen runt McArthur Glacier är kuperad åt sydost, men åt nordväst är den platt. Trakten är obefolkad. Det finns inga samhällen i närheten. 